# Агубедиа

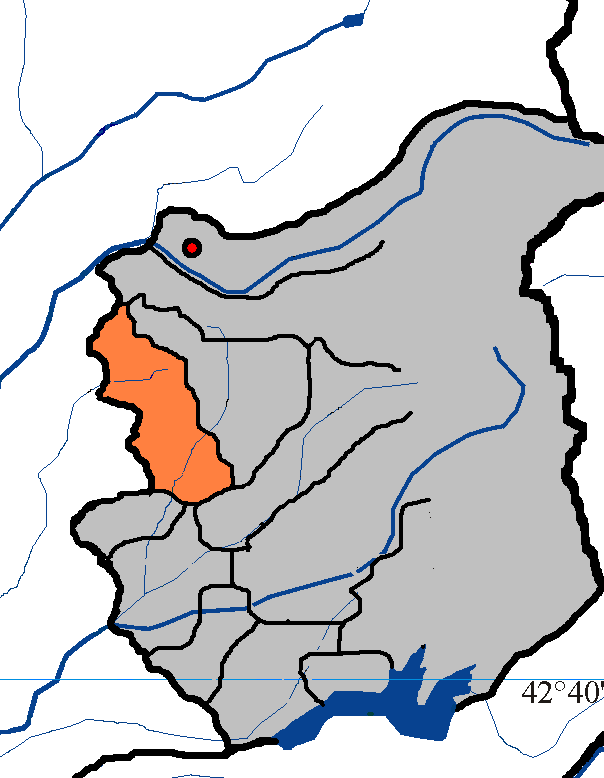
Расположение с/а Агубедиа

Агубе́диа (абх. Агәыбедиа; груз. აგუბედია) — село в Абхазии, в Ткуарчалском районе частично признанной Республики Абхазия, согласно административному делению Грузии — в Очамчирском муниципалитете Абхазской Автономной Республики. Расположено к югу от райцентра Ткуарчал в равнинно-предгорной полосе, по обоим берегам реки Оходжа. Встречается также следующая передача названия села: Агубедия, Агу-Бедиа, Агу-Бедия. В административном отношении село представляет собой административный центр Агубедийской сельской администрации (абх. Агәы-Бедиа ақыҭа ахадара), в прошлом Агубедийского сельсовета. До 1994 года село входило в состав Очамчирского района.

## Границы
На севере сельская администрация (село) Агубедиа граничит с с/а (селом) Ткуарчал и городом Ткуарчал по хребту Речшха; на востоке — с с/а (селом) Первая Бедиа; на юге — с с/а (селом) Чхуартал, Царча и Бедиа; на западе — с сёлами Пакуаш и Река Очамчирского района.

## Население
По информации итальянского мисионера Арканджело Ламберти который появился в Мегрелии ко времени завершения пребывания там префекта миссии Конгрегации театинцев Пиетро Авитабиле, находившегося на этой должности с 1626 года Ламберти состоял миссионером этой же Конгрегации во время правления Леван II Дадиани в 1611-1657 годах. В течение почти двух десятков лет он служил при Циппурийском /Джипурийском/ монастыре. В 1654 году он издал в Неаполе свое "Описание Колхиды, называемой теперь Менгрелией. Книга прежде всего в том, что оно основано, главным образом, на непосредственных продолжительных личных наблюдениях автора, который сам в предисловии указывает, что прожил в Мегрелии "почти восемнадцать лет и изъездил весь этот край" в 1633 -1650 годах. Таким образом, хотя Ламберти свое сочинение посвятил Мегрелии, где вел свою миссионерскую службу по поручению папы Урбана VIII, но попутно сообщает сведения и о некоторых соседних с Мегрелией народах , вот что он пишет :

«Наконец, завершая свою характеристику рек Колхиды, он снова обращает наше внимание на Кодор, но уже как на этнически пограничную реку. "Последняя из всех рек Коддорс /Кодор/; это должно быть Кораче, потому что вся Колхида расположена между Фазисом и Кораксом, и совершенно так, как Фазис отделяет Мингрелию от Гурии, так и Коракс отделяет ее от Абхазии, а как за Фазисом мингрельский язык сразу сменяется грузинским, так за Кораксом сменяется абхазским, отсюда ясно, что Кодор мингрельцев есть древний Kоракс»

По этой информации, население до реки Кодор до конца 17 века были Мегрелы.
В XIX веке Агубедиа входило в состав Бедийской сельской общины. По данным переписи населения 1886 года на территории нынешнего села Агубедиа проживало православных христиан — 2297 человек, мусульман-суннитов не было. По сословному делению в Агубедиа имелось 49 князей, 198 дворян, 20 представителей православного духовенства, 4 представителя «городских» сословий и 2026 крестьян.
Население Агубедийского сельсовета по данным переписи 1989 года составляло 1864 человека, по данным переписи 2011 года население сельской администрации Агубедиа (без отделённой с/а Первая Бедиа) составило 787 человека, в основном абхазы (75,7 %), а также грузины (23,1 %)..
По данным той же переписи жители села были учтены как этнические «самурзаканцы». По данным переписи населения 1926 года большая часть жителей Агубедиа, как и других сёл верхней части Гальского уезда, записывается абхазами. Примерно такое же количество агубедийцев указывает абхазский язык в качестве родного.
| Год переписи | Число жителей                             | Этнический состав                                        |
| ------------ | ----------------------------------------- | -------------------------------------------------------- |
| 1886         | 2297                                      | самурзаканцы 99,6%; грузины 0,4%                         |
| 1926         | 2344 (сельсоветы Агубедиа и Первая Бедиа) | абхазы 98,0%; грузины 1,9%                               |
| 1959         | 2517                                      | абхазы (нет точных данных)                               |
| 1989         | 1864                                      | абхазы (нет точных данных)                               |
| 2011         | 787 - без с/а Первая Бедиа                | абхазы (75,7 %), грузины (23,1%) - без с/а Первая Бедиа) |

## История

Колхида и Иберия

Самым ранним  государственным образованием на территории Агубедиа была Колхида (XII век до н. э.). С II века н. э. по VII век век н. э. территория области входила в состав западно Грузинского царства Эгриси. 

### Раннее Средневековье

Административное деление в Грузинском царстве

В начале IX века Эгриси-Лазика совместно с усилившейся Абазгией образовала Абхазское царство. Согласно грузинским летописям, царь Леон II разделил своё царство на восемь княжеств: собственно Абхазию, Цхуми, Бедию, Гурию, Рачу и Лечхуми, Сванетию, Аргвети и Кутаиси , Агубедиа находилась в пределах Бедийского эриставства.
.
К середине X в. Абхазское царство достигает наибольшего расширения своих границ: оно охватывает всю Западную и значительную часть Восточной Грузии, а на севере простирается вдоль черноморского побережья вплоть до района современной Анапы. В Нижней Картли оно дошло до города Самшвилде, а также покорило южную часть Тао-Кларджети, с 1008 года абхазское царство трансформируется в Единое Грузинское царство.

### Позднее средневековье

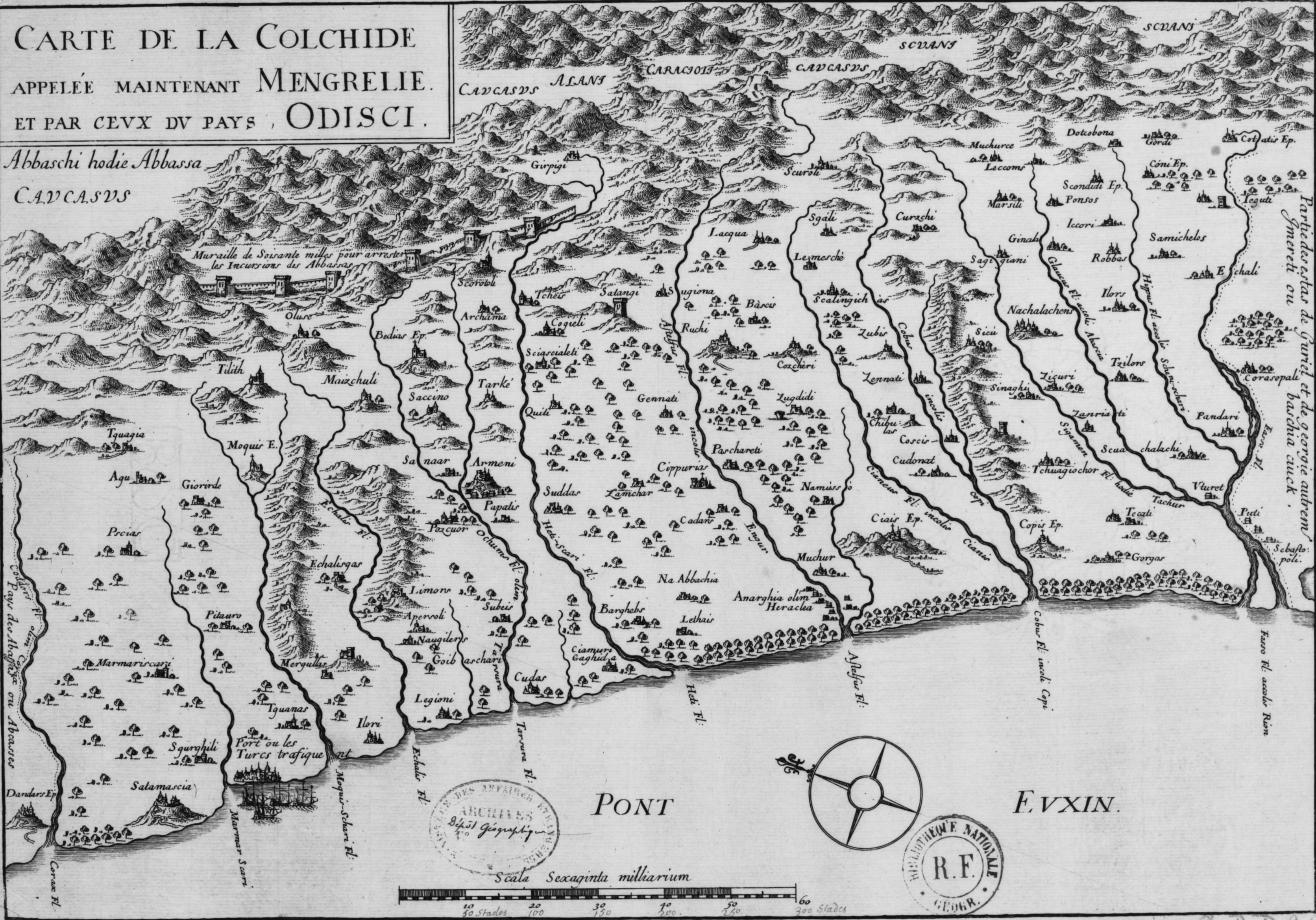
Карта Одиши (Мегрелия), первоначально составленная Архангелом Ламберти, 1654 год.

В конце XV века единое Грузинского царства распалось на четыре части: царства Картли, Кахети, Имерети и княжество Самцхе-Саатабаго. Процесс феодального дробления страны усугублялся, и в пределах царства Имерети образовались княжества Гурия, Абхазское княжество и Мегрельское княжество.
Вплоть до начала XVIII века Агубедиа была территорией Мегрельского княжества Дадианов но после смерти Левана II Дадиани (1657 год) Мегрельское княжество быстро слабеет. В конце 17 века в княжестве произошла смута, которая привела к потере многими дворянами и князьями своих родовых сел, а для владетельных князей Дадиани подобная ситуация обернулась изгнанием. Власть узурпировал царедворец дворянин Кация Чиковани. Дворянство не приняло его власти и началось противостояние, которое закончилось утверждением в княжеском владении сына Кация Георгия IV Липартиани, который примет фамилию владетелей Дадиани. Представитель Aбхазской владетельной фамилии Сорек Шарвашидзе включился в борьбу за княжеский престол Мегрелии, добился успеха и овладел территорией земли Мегрелии до реки Галидзга (почти весь современный Очамчирский район). Шервашидзе захватили Бедию, а после 1683 года продвинулись до реки Ингури.. Имеретинские цари, обеспокоенные усилением и продвижением Aбхазских князей Шервашидзе (Чачба), помирились с Мегрельскими князьями Дадиани и совместными усилиями в 1702 году остановили Шервашидзе (Чачба). Но восточной границей Абхазии с этого года осталась Ингури. Поскольку Шервашидзе не удалось овладеть остальной Мегрелией, территория до Ингури вскоре была объявлена частью Абхазии. ,с тех пор и по сей день Агубедиа находится в составе Абхазии.

### XIX столетие
В центре села Агубедиа рядом с Бедийским собором находится обширная поляна, служащая местом сходов населения, как и во многих других абхазских сёлах. Карла Серена, упоминавшаяся выше, стала свидетельницей одного из таких сходов: «В мае 1876 года в одно воскресенье на закате дня я застала всех местных жителей, собравшихся на большой поляне, как в Мингрелии. Только в Самурзакане народ гораздо менее весёлый, и развлечения менее шумные… Подобно древним грекам и римлянам, жители собираются на поляне для обсуждения текущих дел и своих мелких личных интересов. И надо видеть, как их пёстрые группы стягиваются вокруг старшины, который длинной бородой и почтенной головой в белом башлыке, спадающем причудливыми складками, в круглой меховой бурке на плечах, со сверкающим на поясе оружием, напоминает древнего вождя в окружении своего народа… Рядом в тени величественного орехового дерева предстаёт не менее живописная картина: группа отдыхающих всадников и их лошадей. Князья, дворяне, крестьяне — все тут, равные между собой, явившиеся из соседнего села зачастую с тем, чтобы обвинить друг друга, кого в конокрадстве, кого в похищении скота».
К концу XIX века Самурзакан уже был чётко разделён на 2 основные лингвистические зоны: абхазоязычную и мегрелоязычную. Первая охватывала верхние (северные) селения Самурзаканского участка, в том числе Агубедиа; вторая, бо́льшая по территории и численности населения, — нижние (центральные и южные) сёла. Между этими двумя зонами располагались смешанные селения. По сообщению Г. Шухардта, в конце XIX столетия «в общинах Бедийской, Окумской, Чхортольской, Гальской, Царчинской слышится абхазская речь; в Саберио, Отобая, Дихазургах говорят по-мингрельски».

### Советский период и современность
В 1920-е годы абхазские коммунисты начинают высказывать мысли о приведении административных границ уездов в соответствие с этнолингвистическими. Так уроженец села Агубедиа Ефрем Эшба в 1925 году в статье «Мы требовали и получили настоящую независимую Советскую Абхазию» отмечает: «кстати — здесь отмечу, что административное деление уездов несколько не соответствует национальным признакам, где это можно, тщательно пересмотреть административное деление: в частности — я думаю, что 2-3 селения Гальского уезда с населением, говорящим по-абхазски, надо отнести к Кодорскому уезду, как Бедиа, Река, Эшкыт, Копит, Верхний Чхортол, Окум».
Вплоть до второй четверти XX века Бедиа являлось единым селом. В 1925 году единое село Бедиа было разделено на 3 сельсовета: Агу-Бедиа, Первая Бедиа, Вторая Бедиа. До 1930 года все три сельсовета входили в состав Гальского уезда. Большинство населения в трёх бедийских сельсоветах, согласно данным переписи 1926 года, составляли этнические абхазы, однако для половины абхазов во Второй Бедии родным языком являлся мегрельский. В 1930 году в Абхазии состоялась административная реформа, заменившая старые уезды на районы, и была проведена новая граница между Очамчирским и Гальским районами. Сельсоветы Агу-Бедиа и Первая Бедиа были переданы Очамчирскому району; в 1955 году территория Первой Бедии вошла в состав Агубедийского сельсовета. На территории Второй Бедии, этнически тогда ещё абхазской, но преимущественно мегрелоязычной, был образован сельсовет Бедиа, который остался в составе Гальского района. В сельсовете Агубедиа была открыта абхазская школа, в сельсовете Бедиа — грузинская. До того дети со всей Бедийской сельской общины, включая Агубедиа, обучались в грузинской школе.
В настоящее время Агубедиа, а также Река и часть села Чхуартал, являются единственными самурзаканскими селениями, где жители говорят по-абхазски и считают себя этническими абхазами.
В ходе грузино-абхазской войны Агубедиа находилось под контролем абхазских партизан. В районе посёлка Мшал (Мишвели) шли бои за контроль над стратегически важной Мишвельской сопкой.
В 1994 году в Абхазии была проведена новая реформа административно-территориального деления, село Агубедиа было передано из состава Очамчирского района в состав Ткуарчалского.

### Историческое деление
Село Агубедиа исторически подразделяется на 11 посёлков (абх. аҳабла):
- Агубедиа Ахабла (собственно Агубедиа)
- Аджра
- Ахецара (Бохона)
- Куалон (Квалони)
- Мшал (Мишвели)
- Патрахуца
- Первый Копыт — к с/а Первая Бедиа
- Второй Копыт (Первая Бедиа) — к с/а Первая Бедиа
- Оходжа (Ахуаджа, Сагургулиа) — к с/а Первая Бедиа
- Адзхыда — к с/а Первая Бедиа
- Нарджхеу — к с/а Первая Бедиа

### Бедийский собор и дворец епископа
Ценнейшим памятником архитектуры села Агубедиа является Бедийский собор, построенный в конце X века абхазским царём Багратом II, позже ставшим царём Грузии под именем Баграт III. В храме находится усыпальница похороненного здесь в 1014 году Баграта III. В XIII веке Бедийский собор реставрировался, заново были сооружены фасад и купол. В плане собор по своей форме приближается к купольным. Стены сложены из тёсанного камня. В XVII веке церковная служба в храме прекратилась, возобновилась в XIX веке. Итальянская исследовательница и путешественница Карла Серена, посетившая Абхазию в конце XIX века, так описывает Бедийский собор: «Эта церковь великолепной архитектуры имеет купол, напоминающий в уменьшенном виде купол Святой Софии в Константинополе. Скульптурные детали, как внутри, так и снаружи, хорошо сохранились, и было бы легко восстановить это старинное здание, которое превосходит по красоте и церковь в Галати в Имеретии, и церковь мингрельского монастыря в Мартвили».
В 100 метрах к западу от Бедийского собора находятся развалины большого каменного дворца с остатками сводов и колонн нижнего этажа, где располагалась трапезная и зал для собраний. На недостроенном втором этаже находились жилые помещения бедийских епископов. С севера к дворцу примыкала колокольня, через первый этаж которой имелся проход на территорию собора.

## Интересное
Агубедиа — единственное этнически полностью абхазское самурзаканское село Ткуарчалского района.
Для села характерно абхазо-мегрельское двуязычие при том, что практически все жители являются этническими абхазами.
В центре села установлен памятник уроженцу Агубедии, известному абхазскому революционеру, одному из первых руководителей независимой ССР Абхазии Ефрему Эшбе. Автор памятника — дочь политического деятеля, заслуженный деятель искусств Грузинской ССР Марина Ефремовна Эшба. Во время грузино-абхазской войны памятник был сильно повреждён снарядом. В настоящее время планируется его восстановление.
На границе Агубедии, Чхуартала и Ткуарчала находится одно из семи святилищ Абхазии — гора Лашкендар.
Агубедия — родина бывшего премьер-министра, министра иностранных дел и спикера парламента Абхазии Сократа Джинджолии.

## Использованные источники
1. ↑  Данный географический объект расположен в Абхазии, являющейся спорной территорией. Согласно административному делению Грузии, спорную территорию занимает Абхазская Автономная Республика. Фактически спорную территорию занимает частично признанное государство Республика Абхазия.
2. ↑  Согласно административному делению Грузии
3. ↑  Ткуарчалский и Галский районы // Абхазия. Иллюстрированный атлас. — М. : COUP, 2012. — С. 14—15.
4. 1 2  Чирикба В. А. Словарь географических названий Абхазии и других стран. — Сухум – Москва : Абхазский институт гуманитарных исследований им. Д.И. Гулиа Академии наук Абхазии; Институт языкознания Российской Академии наук, 2022. — С. 37, 136. — ISBN 978-5-6047056-8-1.
5. ↑  Данный населённый пункт расположен в Абхазии, являющейся спорной территорией. Согласно административному делению Грузии, спорную территорию занимает Абхазская Автономная Республика. Фактически спорную территорию занимает частично признанное государство Республика Абхазия.
6. ↑   ОПИСАНИЕ КОЛХИДЫ, НАЗЫВАЕМОЙ ТЕПЕРЬ МИНГРЕЛИЕЙ. ЛАМБЕРТИ А.
7. ↑  Арканджело Ламберти о Древней Колхиде (Мегрелии) и Абхазии. Дата обращения: 5 июня 2021. Архивировано 13 апреля 2021 года.
8. ↑  Переписи населения Абхазии 1886, 1926, 1939, 1959, 1970, 1979, 1989, 2003. Дата обращения: 13 мая 2008. Архивировано 7 апреля 2020 года.
9. 1 2 3  Перепись населения Абхазии 2011. Ткуарчалский район. Дата обращения: 21 марта 2013. Архивировано 30 октября 2020 года.
10. ↑  Переписи населения в Абхазии 1886, 1926, 1939, 1959, 1970, 1979, 1989, 2003, 2011. Дата обращения: 13 мая 2008. Архивировано 7 апреля 2020 года.
11. ↑  Вахушти Багратиони. История царства грузинского. Жизнь Эгриси, Абхазети или Имерети. Ч.1. Дата обращения: 5 июня 2021. Архивировано 3 марта 2016 года.
12. ↑  Анчабадзе З. В. Из истории средневековой Абхазии (VI—XVII века) — Сухуми: Абхазское государственное издательство, 1959, с.109
13. ↑  Как обосновывались абхазы в Мегрелии. Дата обращения: 5 июня 2021. Архивировано 22 февраля 2020 года.
14. ↑  АБХАЗЫ И АБХАЗИЯ. Дата обращения: 5 июня 2021. Архивировано 5 января 2022 года.
15. ↑  Серена К. Путешествие по Абхазии. — Москва: Абаза, 1999, с.49
16. ↑  Шухардт Г. О географии и статистике картвельских (южнокавказских) языков // СМОМПК. Вып. XXVI. — Тифлис, 1899, с.71
17. ↑  Марыхуба И. Р. Ефрем Эшба (выдающийся государственный деятель). — Сухум: Алашара, 1997, с.305
18. ↑  Кварчия В. Е. Историческая и современная топонимия Абхазии (Историко-этимологическое исследование). — Сухум: Дом печати, 2006, с. 130
19. ↑  Кәарҷиа В.Е. Аҧсны атопонимика. - Аҟәа: 2002. - с.532 (абх.)
20. ↑  Пачулия В. П. Прошлое и настоящее абхазской земли. — Сухуми: Алашара, 1968, с.89
21. ↑  Серена К. Путешествие по Абхазии. — Москва: Абаза, 1999, с.51
22. ↑  Пачулия В. П. Прошлое и настоящее абхазской земли. — Сухуми: Алашара, 1968, с.90